# Iris bismarckiana
Iris bismarckiana là một loài thực vật có hoa trong họ Diên vĩ. Loài này được Damman & Sprenger miêu tả khoa học đầu tiên năm 1890.